# Alex Frost
Pour les articles homonymes, voir Frost.
Alex Frost, né le 17 février 1987, est un acteur né et  originaire de Portland, Oregon. Il devient célèbre pour un rôle dans Elephant de Gus Van Sant.

## Filmographie
- 2003 : Elephant de Gus Van Sant : Alex
- 2005 : Queen of Cactus Cove (en) d'Anna Christopher : Achak
- 2006 : The Lost de Chris Sivertson (en) : Tim Bess
- 2006 : The Standard de Jordan Albertsen : Dylan
- 2008 : Drillbit Taylor, garde du corps de Steven Brill : Terry Filkins
- 2008 : Stop-Loss de Kimberly Peirce : Shorty Shriver
- 2009 : Calvin Marshall (en) de Gary Lundgren : Calvin Marshall (en production)
- 2009 : The Vicious Kind (en) de Lee Toland Krieger : Peter Sinclaire
- 2012 : 7500 de Takashi Shimizu
- 2016 : Soy Nero de Rafi Pitts :

## Télévision
- 2006 : NCIS : Enquêtes spéciales, dans l'épisode Ravenous : Jerry